# Dead Can Dance
Dead Can Dance ist eine australisch-britische Band, die 1981 in Melbourne gegründet wurde und seit 1982 in London ansässig ist. Das Duo verbindet Einflüsse aus sehr unterschiedlichen, ethnischen Musikstilen zu einem eigenen Stil.

## Geschichte

### Gründung
Altstimme Gerrard und Bariton Perry, beide anglo-irischer Abstammung, trafen sich 1980 in Melbourne, Australien. Beide traten als Musiker in Pubs auf. Das multi-ethnische Umfeld in dem Viertel East Prahran, in dem beide lebten, begann ihren musikalischen Stil zu beeinflussen. Gemeinsam arbeiteten die beiden Musiker nebenbei in einem libanesischen Restaurant, um Geld für eine Übersiedlung nach London zu verdienen. 1981 gründeten Brendan Perry, Lisa Gerrard, Paul Erikson und Simon Monroe Dead Can Dance. Treibende Kraft war Perry, der das Konzept eines Künstlerkollektivs mit wechselnden Musikern verfolgte. Da die Musiker aber nicht dauerhaft seinen Ansprüchen genügen konnten, reduzierte sich die Gruppe auf Perry und Gerrard. Gerrard hatte zunächst kein Interesse daran, in einer festen Formation zu arbeiten, unterstützte aber regelmäßig Perry und seine Gruppe, wobei sie vorzugsweise auf dem chinesischen Yangqin instrumental begleitete und den Background-Gesang beisteuerte. Das erste gemeinsame Stück, bei dem Gerrard die Lead-Stimme sang, war das improvisierte Frontier, das jedoch bereits alle Stilelemente der Gruppe vorwegnahm: den nichtlyrischen, phonetischen Gesang von Gerrard, atmosphärische elektronische Klangstrukturen in Verbindung mit akustischen Instrumenten, auch hier dem Yangqin.

### Umzug nach London

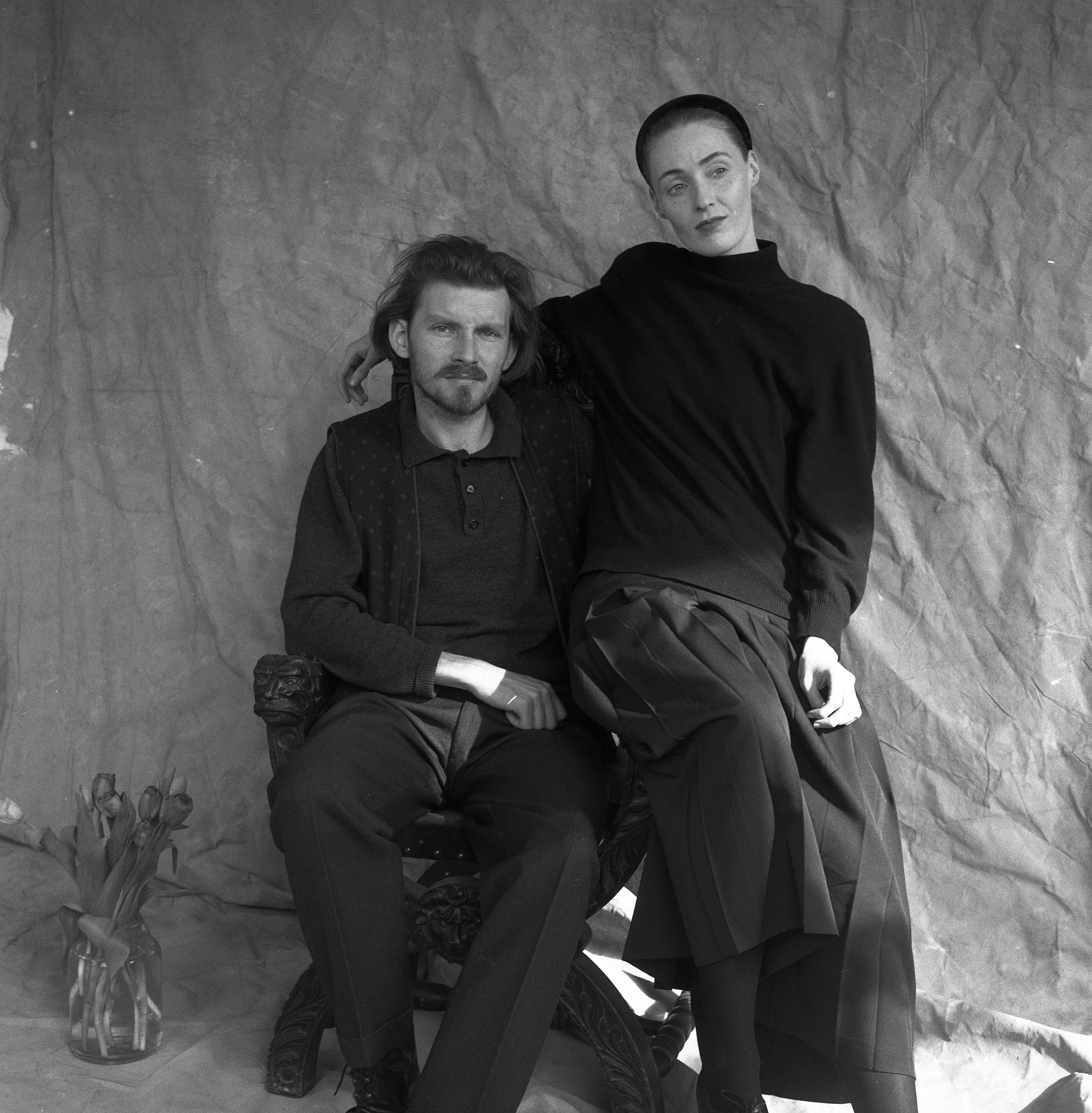
Brendan Perry und Lisa Gerrard 1989 in London

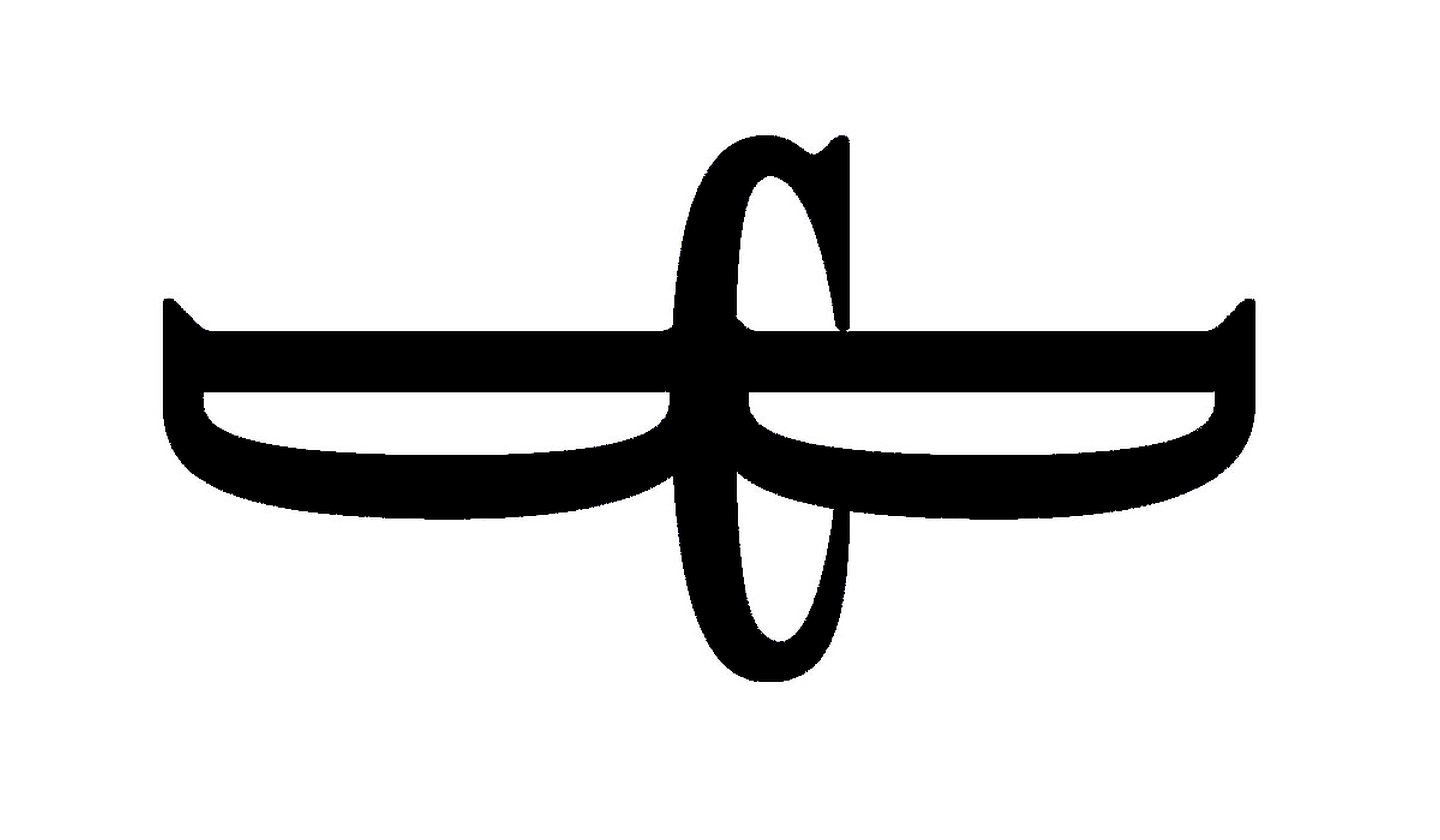
Ursprüngliches Text-Logo aus den drei Buchstaben DCD, das bis heute (Mai 2022) auf der Webseite und auf Merchandising-Artikeln verwendet wird. Später kam der teils in stilisierten Buchstaben geschriebene Bandname als Logo hinzu (siehe Kasten ganz oben).

Im Jahr 1982 zogen beide, frustriert von der australischen Musikszene, nach London. Perry hoffte dort auf einen Plattenvertrag. In den ersten Jahren lebten die Musiker jedoch erst einmal von Arbeitslosenhilfe. In dieser Zeit nahmen sie verschiedene Demobänder auf, um den erwünschten Plattenvertrag zu forcieren. Nach zwei Jahren trafen sie auf Ivo Watts-Russel, der drei Jahre zuvor ein kleines Independent-Label namens 4AD gegründet hatte. Watts-Russel bekam eines der Demobänder in die Hand, wobei er insbesondere von dem Stück Frontier sofort begeistert war. Aus Geldmangel des Labels dauerte es aber noch eine Weile, bis eine Zusammenarbeit zustande kam. Im November 1983 nahm die Gruppe eine der Peel Sessions bei der BBC auf. Im März 1984 erschien, unter Zuhilfenahme verschiedener Gastmusiker, das erste Album Dead Can Dance, das sich stilistisch am Post-Punk- und Gothic-Rock-Sound der frühen 1980er orientiert und wesentliche Elemente des Ethereal, wie beispielsweise verhallende Gitarrenklänge, und der Weltmusik vorwegnahm. Der Name des Werks soll das Zum-Leben-Erwecken von toten oder vergessenen Gegenständen symbolisieren und ist eine Anspielung auf die Verwendung mittelalterlicher Instrumente. Das Cover schmückte eine rituelle Maske aus Neuguinea, die den Titel visuell repräsentieren sollte: Die Maske war zunächst Teil eines Baumes, der zu unbelebter Materie wurde. Die Kunstfertigkeit der Hersteller verlieh der Maske jedoch ihre eigene Lebendigkeit für die rituelle Nutzung. Diese Transformation von Belebtheit in Unbelebtheit und Unbelebtheit in Belebtheit sollte den Kern ihrer Musik-Erfahrung verkörpern. Die Aufnahme des Albums erwies sich als schwierig, da Perry und Gerrard nicht mit den bescheidenen musiktechnischen Aufnahmemöglichkeiten in dem kleinen Achtspur-Studio zufrieden waren. Mit dem Klang ihres ersten Tonträgers konnten sich beide daher nie ganz anfreunden.
Nachdem sie zwei Stücke zu dem ersten Album der 4AD-Musiker This Mortal Coil beigesteuert hatten, nahmen Dead Can Dance im selben Jahr die 12”-EP Garden of the Arcane Delights auf. Bereits ein Jahr später folgte mit Spleen and Ideal das zweite Album, das eine Nr.-2-Platzierung in den britischen Independent-Charts erreichte. Das Album, dessen Titel sich an den ersten Teil der Fleurs du Mal des französischen Symbolisten Charles Baudelaire anlehnt, wurde von John Rivers produziert, der den klanglichen Anforderungen des Duos gerecht werden konnte. Das Album markierte, mit Ausnahme von Titeln wie Avatar und The Cardinal Sin, die Abkehr von elektrischen Gitarren und die Hinwendung zu akustischen Instrumenten, wie Cello, Kesselpauken und Posaunen.

### Within the Realm of a Dying Sun
1986 gingen Dead Can Dance auf eine ausgedehnte Tournee und veröffentlichten ein Jahr später ihr drittes Album Within the Realm of a Dying Sun, ein für die Neoklassik wegweisendes Werk, bei dem Perry und Gerrard den Gesang gemäß den beiden Seiten des Albums aufteilten. Die Platte wurde wieder von Rivers produziert, wobei Perry nun selbst Produzentenverantwortung mitübernahm. Dieser Einfluss Perrys spiegelt sich deutlich in einem wärmeren, organischeren Ton der Produktion wider. Perry wollte sich endgültig von klassischen Rock-Modellen abkehren. Er beschäftigte sich verstärkt mit klassischer Musik, wobei ihn vor allem das Barock mit seinen kontrapunktischen Strukturen interessierte. Die beiden Musiker beschlossen, in Zukunft nur noch mit klassischen Instrumenten zu arbeiten, die jetzt aber von Samplern und Computern begleitet werden sollten. Die neuen Einflüsse wurden in der 1988 erscheinenden vierten Veröffentlichung The Serpent’s Egg umgesetzt. Die hypnotische Atmosphäre dieser Aufnahme zeigte das filmische Potenzial der Kompositionen. Es war daher kein Zufall, dass sich die Filmindustrie für ihre Arbeit zu interessieren begann. Im selben Jahr schrieben Gerrard und Perry den Soundtrack zu Agustí Villarongas Film El niño de la luna (Moonchild), in dem Gerrard ihr Schauspiel-Debüt hatte.

### Aion
1990 folgte die erste Tour durch die USA. Im selben Jahr veröffentlichten Dead Can Dance ihr fünftes Album mit dem an Platons philosophischen Begriff angelehnten Titel Aion, das das Interesse an Renaissance-Musik stärker widerspiegelt als alle anderen Einspielungen. Es enthält neben gregorianischem Gesang und traditionellen Liedern mittelalterliche Instrumente wie Drehleier und Dudelsack. Aion zeugt auch von einer stimmlichen Weiterentwicklung der beiden Vokalisten. 1991 folgte eine erste Retrospektive unter dem Titel A Passage in Time, die auch zwei neue Stücke (Bird und Spirit) enthielt. Die Zusammenstellung lässt nun auch die musikalische Entwicklung deutlich werden, die aufeinander aufbaut, ohne sich stilistisch zu wiederholen.

### Into the Labyrinth
Im September 1993 erschien Into the Labyrinth, das stärker als zuvor elektronische Elemente mit Weltmusik verband. Im selben Jahr steuerten Perry und Gerrard neue und alte Stücke zu dem US-amerikanischen Film Baraka bei und nahmen zwei Stücke mit dem Ambient-Nestor Hector Zazou auf Sahara Blue auf. Das Live-Album Toward the Within, das ein Jahr später erschien und auf der USA-Tour aufgenommen worden war, enthielt überwiegend bislang unveröffentlichte Titel.

### Solo,Spiritchaserund Trennung
1995 begann Perry an einem Solo-Album zu arbeiten, das erst vier Jahre später fertig werden sollte (Eye of the Hunter, 1999). Auch Gerrard nahm die Arbeit an einem Solo-Album auf, das allerdings bereits im selben Jahr bei 4AD veröffentlicht wurde (The Mirror Pool). Während Perry sich stärker in Richtung Folk-Musik und akustische Gitarre orientierte, enthielt das Album von Gerrard vor allem orchestrale Stücke, inklusive einer Version von Händels Largo aus Xerxes. The Mirror Pool enthielt Stücke, die in der Zeit mit Dead Can Dance entstanden, aber nicht verwendet worden waren.
Auf dem 1996 erschienenen Album Spiritchaser bewegten sich Dead Can Dance stärker in Richtung afrokaribischer Musik. Es dominierten rhythmische Strukturen, eingespielt von bis zu zehn Perkussion-Spielern. Perry blieb auch bei diesem letzten gemeinsamen Album der musikalische Vordenker. Er entwickelte die musikalischen Visionen und strukturierte die gemeinsame Arbeit.
Am 9. Dezember 1998 trennten sich die beiden aus ungenannten Gründen, die Band wurde aufgelöst. Der einzige Kommentar zur Trennung stammt von Lisa Gerrard. Auf ihrer Website stand eine Zeitlang unter dem Titel The Dead Can Dance Statement der Satz: “When fear comes to where love should be, it’s time to move on!”.
Gerrard begann daneben mit verschiedenen Kollaborationen (etwa mit Pieter Bourke, Patrick Cassidy, Denez Prigent, Ennio Morricone sowie Klaus Schulze) und startete eine mit einem Golden Globe und zwei Nominierungen gekrönte Karriere als Filmmusik-Komponistin (beispielsweise Gladiator mit Hans Zimmer, The Insider und Ali mit Pieter Bourke sowie Whale Rider). Perry lebt heute in Irland (Cavan Eire), ist Leiter der Samba-Schule Quivvy School of Samba und gibt gelegentlich Perkussion-Workshops im alten Dead-Can-Dance-Studio (Quivvy Church). Daneben veröffentlicht er weiter Musik – wenn auch in großen Abständen –, die er selbst im Heimstudio schreibt, spielt, aufnimmt und produziert.

### Wiedervereinigung,Anastasis

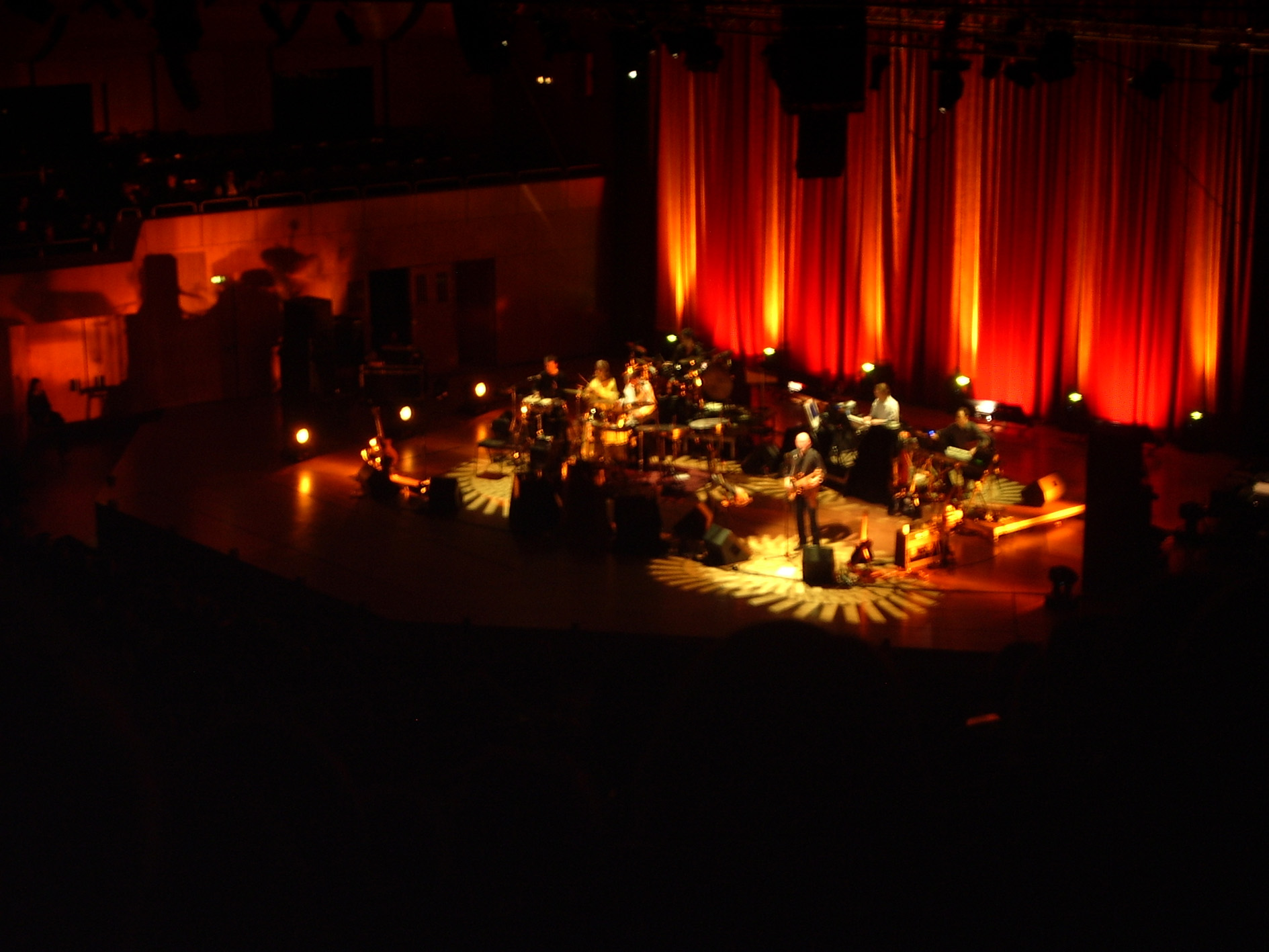
Dead Can Dance, Konzert Philharmonie München 27. März 2005

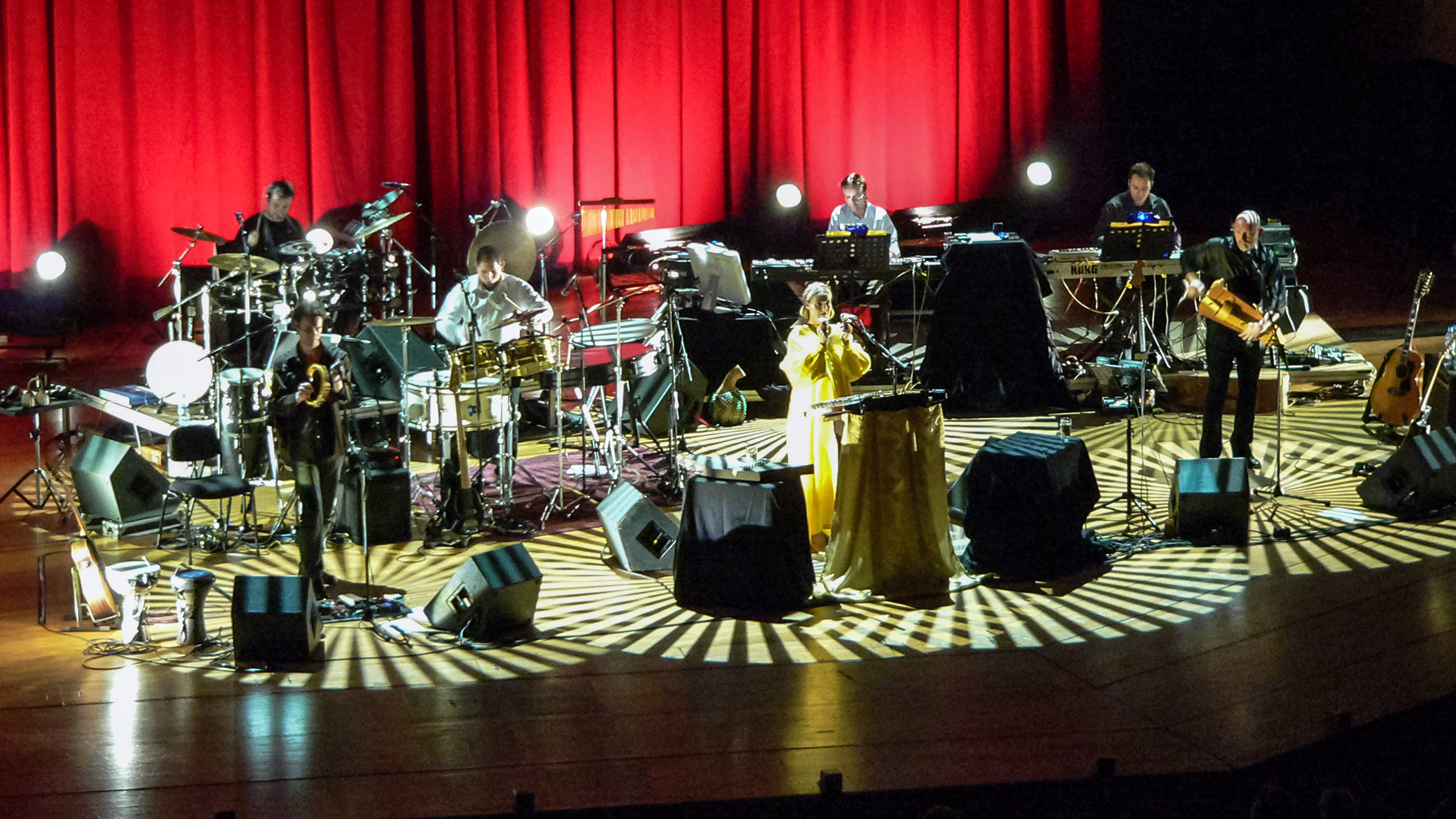
Dead Can Dance, Konzert München 27. März 2005

2003 wurde mit Wake ein „Best-of“-Album veröffentlicht, das neben Aufnahmen der John-Peel-Sessions mit The Lotus Eaters auch das letzte gemeinsame Stück von Dead Can Dance enthielt, das eigentlich Teil eines neuen Albums werden sollte.
Im Frühjahr und Herbst 2005 fand überraschend eine gemeinsame Europa- und Nordamerika-Tournee als Dead Can Dance statt, bei der mit Saffron, Yamyinar, The Love that Cannot Be, Crescent, Minus Sanctus und Hymn for the Fallen auch neue Lieder der beiden Komponisten gespielt wurden. Es kursierten Gerüchte um eine Reunion. Nach dieser sehr erfolgreichen Tournee bestätigte Lisa Gerrard allerdings in mehreren Interviews, dass es sich bei den gemeinsamen Auftritten um eine einmalige Aktion handle und es keine neuen gemeinsamen Veröffentlichungen als Dead Can Dance geben werde. Sie und Brendan Perry hätten sich über die Jahre musikalisch zu sehr voneinander entfernt und die Differenzen seien unüberbrückbar geworden.
Am 12. Mai 2011 gab Brendan Perry jedoch in seinem offiziellen Forum bekannt, dass für den kommenden Winter die Aufnahme eines neuen Albums geplant sei, das bis zum Sommer 2012 veröffentlicht werden soll. Darauf soll Ende 2012 eine ausführliche, zweimonatige Welttournee folgen.
Seit September 2011 kann eine EP namens Live Happenings – Part 1 kostenlos über die Homepage der Band heruntergeladen werden.
Anfang August 2012 erschien mit Anastasis (griechisch ‚Auferstehung‘) nach 16 Jahren Pause das erste gemeinsame Album als Dead Can Dance. Es stieg in Deutschland direkt in die Top 10 der Charts ein. In Deutschland konnte sich Anastasis eine Woche in den Top-10 halten, in Österreich war die höchste Platzierung Nr. 24, in der Schweiz Nr. 15 (auch jeweils eine Woche) Musikalisch knüpft das Werk allerdings eher an Brendan Perrys zweites Solo-Album Ark an, das 2010 mit elf Jahren Abstand auf das erste Album erschienen war, denn an die letzte gemeinsame Veröffentlichung Spiritchaser (1996). In der Instrumentierung überwiegen Synthesizer mit modulierten Streichern und Bläsern. Instrumentierung und Rhythmus sind homogen gehalten. Der Gesang der acht Titel wechselt pro Lied zwischen Perry und Gerrard. Die eingestreuten Weltmusik-Elemente verweisen nach Nah- und Fernost sowie nach Nordafrika. Die Kritiken fielen überwiegend verhalten aus. Der Sound wurde als „von vorne bis hinten durchgestylter Meditationsklang“ bezeichnet, der jede Neuerung vermissen lasse. Es herrsche die „Hochglanz-Ästhetik eines Blockbuster-Soundtracks“. Die Chicago Tribune urteilte, das Album sei in vielerlei Hinsicht weniger kühn und wagemutig als ihre besten Werke.
Im November 2018 erschien das Album Dionysus (benannt nach dem griechischen Gott des Weines, der Freude, der Trauben, der Fruchtbarkeit, des Wahnsinns und der Ekstase), das eine Komposition in zwei Akten darstellt und das die Mittelalter-Elemente zugunsten einer ungewöhnlicheren Instrumentierung stark in den Hintergrund treten lässt. Seit April 2021 erschienen im Monatstakt bislang vier Live-Alben mit Aufnahmen aus dem Jahr 2005.

## Stil
Die Musik von Dead Can Dance verarbeitet Elemente aus Rock, Neoklassik, mittelalterlicher Musik sowie Weltmusik, bevorzugt aus osteuropäischen und arabischen Kulturen. Die Instrumentierung der Lieder umfasst unter anderem afrikanische Perkussionsinstrumente, australische Didgeridoos, asiatische Saiteninstrumente, europäische Gitarren sowie elektronische Klangerzeuger. Bei der vokalen Besetzung kontrastiert Brendan Perrys weiche, tiefe Stimme mit Lisa Gerrards klarer Altstimme mit auffallend großem Stimmumfang. Gerrard singt meist nicht in einer real existierenden Sprache, sondern formt mit ihrer Stimme intuitive, die Musik untermalende Laute. Perry singt auf Englisch, meist geheimnisvoll und poetisch wirkende Texte.

## Diskografie
- 1984: Dead Can Dance
- 1984: Garden of the Arcane Delights (EP)
- 1986: Spleen and Ideal
- 1987: Within the Realm of a Dying Sun
- 1988: The Serpent’s Egg
- 1990: Aion
- 1991: A Passage in Time (Best of)
- 1993: Into the Labyrinth
- 1994: Toward the Within (Live)
- 1996: Spiritchaser
- 2001: 1981 – 1998 (Best of)
- 2003: Wake (Best of)
- 2005: Memento: The Very Best of Dead Can Dance (Best of)
- 2005: Selections from North America 2005 (Live)
- 2012: Anastasis
- 2013: In Concert
- 2018: Dionysus
- 2021: Live From Olympia Theatre, Dublin, Ireland. March 10th, 2005 (Live, VÖ nur digital)
- 2021: Live From Palais Des Congrès, Paris, France. March 14th, 2005 (Live, VÖ nur digital)
- 2021: Live From Paramount Theatre, Seattle, WA. September 17th, 2005 (Live, VÖ nur digital)
- 2021: Live from Massey Hall, Toronto, ON. October 1st, 2005 (Live, VÖ nur digital)